# Adam Jaraczewski
Adam Jaraczewski, né le 12 février 1785 à Lubinia Mała et mort le 22 juillet 1831 à Płock, est un officier polonais ayant servi durant les guerres napoléoniennes.

## Biographie
En 1807, il s'engage dans l'Armée du duché de Varsovie, puis en 1815, il intègre l'armée du Royaume du Congrès. Il combat lors de l'Insurrection de novembre 1830.
Il est nommé lieutenant aux Chevau-léger le 18 mai 1809.
Il est blessé deux fois à Wagram, et se distingue brillamment à Mesgar, en Espagne en 1810.

## Conflits
- Guerres napoléoniennes
  - Bataille de Wagram
- Insurrection de novembre 1830
  - Bataille d'Ostrołęka (1831)
  - Bataille de Jeziorzany (1831)

## Distinctions
- Officier de la Légion d'honneur[Quand ?]
- Chevalier dans l'Ordre militaire de Virtuti Militari